# Петров, Андрей Евгеньевич (историк)
Андрей Евгеньевич Петров (род. 30 июля 1971) — российский историк. Ответственный секретарь Российского исторического общества (РИО), член Президиума РИО, советник Министра просвещения Российской Федерации, действительный государственный советник 2 класса, кандидат исторических наук.

## Биография
Окончил исторический факультет Московского педагогического государственного университета (МПГУ).
В 1998 году в МГУ имени М. В. Ломоносова защитил диссертацию на соискание учёной степени кандидата исторических наук по теме «„Сказание о Мамаевом побоище“ как исторический источник» (специальность 07.00.09 — источниковедение, историография и методы исторического исследования).
Работал научным сотрудником в Отделе рукописей Российской государственной библиотеки. В 1995—2001 гг. работал ведущим и главным специалистом отдела истории, а затем ответственным секретарем Российского гуманитарного научного фонда (РГНФ).
С 2002 года, после объединения отделения истории с отделением языка и литературы Российской академии наук (РАН), стал учёным секретарём объединённого Отделения историко-филологических наук РАН и членом Бюро ОИФН РАН. В 2009 году стал заместителем академика-секретаря Отделения историко-филологических наук РАН по научно-организационной работе. Научный сотрудник Археографической комиссии Института славяноведения РАН с 2000 по 2017 год. С 2012 по 2017 год работал начальником Аналитического управления аппарата Государственной Думы Федерального Собрания Российской Федерации. С 2017 по 2018 год был директором Департамента государственной политики в сфере общего образования Министерства образования и науки Российской Федерации. После реорганизации министерства перешёл на должность советника Министра просвещения.

## Научная деятельность
Основные научные интересы А. Е. Петрова связаны c изучением эволюции социальной памяти и особенностей восприятия и интерпретации ключевых событий российской истории («мест памяти») в различные эпохи. К настоящему времени Петровым написано свыше 140 научных и научно-популярных публикаций по этой проблематике, в том числе монографии, учебные пособия, разделы в коллективных трудах. Работы А. Е. Петрова публикуются в ведущих российский журналах: «Исторические записки», «Российская история», «Новая и новейшая история», «Отечественные архивы», «Вестник РГНФ», «Известия РАН. Серия литературы и языка»; «Преподавание истории в школе», «Древняя Русь. Вопросы медиевистики», а также были опубликованы в ведущих научных изданиях Франции, Польши, Чехии, Украины.

## Научно-организационная деятельность
А. Е. Петров явился одним из инициаторов серии специальных номеров журнала «Родина» «История России — эпоха за эпохой». Ответственный редактор специальных выпусков «Древняя Русь», «Средневековая Русь», «XVI век. Сотворение России», «Смута в России XVII века», «Допетровская Россия» в 2002—2006 гг. А. Е. Петров — отв. ред. специального выпуска «Россия и Восток»: к 37 Конгрессу востоковедов// Родина. 2004. № 7. Участвовал в создании блоков, посвященных 1000-летию Казани (2005 г.) и фальсификациям источников (2007 г.).
Организатор международных конференций «Фальсификация источников и национальные истории» (2008), «История, историки, власть» (2010). Участник дискуссий, посвященных преподаванию истории, освещению истории в учебной литературе, актуальной исторической памяти.
А. Е. Петров является членом Бюро Отделения историко-филологических наук РАН. С 2007 года — член, в 2009-2011 гг. — Председатель Координационного совета по делам молодежи в научной и образовательной сфере при совете при Президенте Российской Федерации по науке, технологиям и образованию, член Научно-координационного совета Федеральной целевой программы «Научные и научно-педагогические кадры инновационной России 2009—2013 гг». Он является членом Экспертного совета Межгосударственного фонда гуманитарного сотрудничества стран СНГ от Российской Федерации, членом Музейного совета РАН, член Совета по координации научно-методической деятельности РАН и общества «Знание» России, член экспертной группы по истории Экспертной комиссии РАН по анализу и оценке научного содержания Государственных образовательных стандартов и учебной литературы для высшей и средней школы, член Комиссии по оценке научных проектов и присуждению медалей РАН с премиями для молодых ученых. Участвует в ряде иных рабочих групп при Минкульте России, Минобрнауки России, РАО и РАН. А. Е. Петров является членом редколлегий журналов «Древняя Русь. Вопросы медиевистики», российского исторического журнала «Родина», ежегодника «Исторические записки» (все три издания в перечне журналов ВАК); отв. составитель «Трудов Отделения историко-филологических наук РАН» (2005 — н.в.).
А. Е. Петров ведёт преподавательскую работу, является автором учебных пособий по отечественной истории.

## Награды
- Медаль ордена «За заслуги перед Отечеством» II степени (19 сентября 2019 года) — за активное участие в подготовке и проведении мероприятий, посвящённых 100-летию Первой мировой войны[2].
- Награждён медалью Министерства культуры и массовых коммуникаций Российской Федерации им. М. А. Шолохова. Благодарностями РАН, РАХ, Роспечати и др.

## Основные публикации
- Петров А. Е. Куликово поле в исторической памяти: формирование и эволюция представлений о месте Куликовской битвы 1380 г. Архивная копия от 26 октября 2014 на Wayback Machine // «Древняя Русь. Вопросы медиевистики», 2003. № 3 (13)
- Петров А. Е. Перевернутая история: лженаучные модели прошлого Архивная копия от 9 января 2020 на Wayback Machine // «Новая и новейшая история», 2004, № 3
- Петров А. Е. Туман над полем Куликовым Архивная копия от 15 марта 2013 на Wayback Machine // «Вокруг света», 2006, № 9 (2792)